# Carl Friedrich Ernst Rudorff
Carl Friedrich Ernst Rudorff (* Januar 1749 in Cörbecke; † 13. Juli 1796 in Göttingen) war ein deutscher Komponist und Organist.

## Leben und Wirken

### Kindheit und Jugend
Die Mehrzahl der Informationen über Rudorffs Werdegang sind in dessen eigenen Bewerbungsschreiben auf die Göttinger Stadtkantorenstelle dokumentiert. Rudorff wuchs in einer Juristenfamilie auf; sein Vater Johann Friedrich Rudorff war Amtmann der Adeligen von Spiegel im Westfälischen. Die Familie wohnte im Amtshaus des Dorfes Cörbecke (heute Körbecke) bei Warburg. Während des Siebenjährigen Krieges (1756–1763) starb Johann Friedrich Rudorff 1759, vermutlich im Zuge der Cörbecker Ruhr-Epidemie. Carl Friedrich Rudorff ging als Schüler ans Gymnasium ins thüringische Mühlhausen, wo er laut Autobiographie die Vakanzvertretung des erkrankten Vetters Luttermann als Kantor an der Hauptkirche übernahm und auch nach dessen Tode noch eine Zeit lang weiterführte. Seinen Lebensunterhalt verdiente Rudorff seit Mühlhäuser Zeiten mit dem Erteilen von musikalischem Unterricht. Die frühen musikalischen Betätigungen lassen auf eine musikalische Grundausbildung im Westfälischen schließen. Diese ist jedoch nicht nachweisbar. Am 27. April 1773, mit 24 Jahren, immatrikulierte sich Rudorff für Theologie an der Helmstedter Universität, hernach betätigte er sich als Hauslehrer im hessischen Rotenburg an der Fulda. Die Rotenburger Zeit muss Rudorffs wichtigste kompositorische Weiterbildungszeit gewesen sein. Rudorff selbst schreibt, er hätte nach den „Mustern unser guten Componisten“ gelernt.

### Göttinger Zeit
Sicher nachzuweisen ist Rudorffs erneute Immatrikulation als Student in Göttingen am 16. Oktober 1778. Die Georgia-Augusta-Universität war seit Gründung in den 1730er Jahren zu einer der bedeutendsten Orte für akademische Lehre geworden und zog viele Studenten an. Der Göttinger Professor August Ludwig von Schlözer beschreibt Carl Friedrich Rudorff als einen mit „ununterbrochnem Fleiße studierender Zuhörer“. Er engagierte Rudorff bereits vor dessen Studienbeginn als Privatlehrer für seine Kinder. Am 10. Juli 1780 starb der Göttinger Stadtkantor Johann Friedrich Schweinitz überraschend auf einer Kurreise in Bad Pyrmont. Rudorff bewarb sich postwendend auf die frei gewordene Stelle. Neben Schlözer schrieben noch die Professoren Christian Friedrich Georg Meister, Ernst Gottfried Baldinger und Christian Gottlob Heyne, der Universitätspräsident selbst, eine Empfehlung. Rudorff hatte drei Mitbewerber, darunter den erfahrenen Hildesheimer Kantor Heinrich Ernst Jordan, welcher selbst beim verstorbenen Kantor Schweinitz gelernt hatte. Die gut erhaltene Personalakte Rudorffs gibt Auskunft über den Hergang des Stellenbesetzungsverfahrens:
„[…] der Candidat Rudorff auch bereits heute vor 8 Tagen auf der hiesigen Stadtschule in Gegenwart des Magistrats einen Probe=Unterricht mit Beyfall gehalten, und gestern in der hiesigen St. Johannis-Kirche eine Music aufgeführet, die von Kennern sehr gerühmt worden, daneben gedachter Rudorff wegen seiner Kenntnis in Schul=Wißenschaften, als auch in der Music, gute Atteste beygebracht hat, so wurde per unanimia beliebet, wegen Besehung dieses Dienstes keine weiteren Proben zu verfügen, vielmehr wurde solcher Cantor-Dienst dem ofterwehnten Candidato Theol: Carl Friedrich Rudorff in Betracht seiner guten Zeugniße, und bewiesenen Geschicklichkeit einstimmig conferiret.“
Wie bei vielen Stadtkantoren des 18. Jahrhunderts üblich, umfasste Rudorffs Stelle den Unterricht an der Lateinschule, namentlich in den Fächern Latein, Theologie und Musik, die Versehung der Kantorenaufgaben an der Hauptkirche St. Johannis sowie in festgelegter liturgischer Abfolge den übrigen vier Stadtkirchen St. Jacobi, St. Marien, St. Albani und St. Nikolai sowie die Oberaufsicht über alle in Göttingen stattfindende Kirchenmusik.
Aus Rudorffs Amtszeit sind mehrere Streitfälle mit den Göttinger Pastoren, dem Stadtrat sowie ein Konflikt mit Rudorffs universitärem Kollegen Johann Nikolaus Forkel (1749–1818) belegt. Rudorff war verheiratet, mindestens eine Tochter ist nachweisbar, das Göttinger Bürgerrecht erlangte er allerdings nie.
Die von Rudorff komponierte Musik stieß auf Lob und Anerkennung. Göttinger Bestrebungen, ihm das Amt des Musikdirektors zu verleihen, welches bereits sein Vorgänger Schweinitz genossen hatte, blieben von der königlichen Regierung in Hannover jedoch unbeantwortet. Rudorff starb am 13. Juli 1796 – der Sterbeeintrag spricht von „hämorrhoidalischen Krämpfen“ – und wurde mit einem ehrenhaften Begräbnis auf dem Bartholomäusfriedhof beigesetzt.

## Werk
Das nur in Abschriften erhaltene Werk Rudorffs beschränkt sich auf zwölf Kantaten, die vom Göttinger Dirigenten Antonius Adamske in einem Werkverzeichnis gegliedert wurden. Als verschollen müssen eine Kantate zum 62. Geburtstag des Göttinger Professors Christian Friedrich Georg Meisters, ein Passionsoratorium sowie zwei Kantaten zum Universitätssemisaeculum (1787) auf Texte von Gottfried August Bürger und Christoph Wilhelm Mitscherlich gelten.
- Erwachet zur Freude der Sterblichen Chöre, CFR-WV 1
- Sein Auge hat dich nun gesehen, CFR-WV 2
- Er ist nicht mehr! so jammerten, CFR-WV 3
- Die Welt ist schön doch sie soll uns nicht mehr betören, CFR-WV 4
- Heilig ist der Herr der Himmel, CFR-WV 5
- Lobet ihr Himmel den Herrn, CFR-WV 6
- Auf kniet ihr Brüder anbetend hernieder, CFR-WV 11
- Der freudige Gesang sich so in dir verbreitet, CFR-WV 12
- Herr, thue meine Lippen auf, CFR-WV 13
- Lobet den Herrn, lobet ihr Knechte des Herrn, CFR-WV 14
- Singet dem Herrn ein neues Lied, CFR-WV 15
- Frohlockend danket dem Herrn, CFR-WV 22